# كاثي ويستون
كاثي ويستون (بالإنجليزية: Kathy Weston)‏ هي عداءة سريعة أمريكية، ولدت في 19 مايو 1958 في رينو في الولايات المتحدة.

## وصلات خارجية
- كاثي ويستون على موقع أوليمبيديا (الإنجليزية)